# 昼ショップ 買物検討使
昼ショップ 買物検討使（ひるショップ かいものけんとうし）は、関西テレビ放送で2001年2月5日から2009年3月27日まで放送されていたテレビショッピング（通販）番組である。関西テレビハッズの制作。放送時間は毎週月曜日から金曜日の午前11:10～11:25（祝日は放送休止の場合あり）。
司会進行は井之上チャルと平山泰代。
食品から装飾品、インテリアまで番組が厳選した商品をお値打ち価格で紹介する。
番組タイトルの『検討使（けんとうし）』とは、『遣唐使』からの語呂合わせで、視聴者が番組を見た後にじっくり検討した上で商品を購入するとの意。

## 過去の出演者
- 中井雅之（2001年2月～2006年3月）
- 吉岡美賀子（2001年2月～？）

## 主題歌
- etre『ever green』（2001年2月～）

| 関西テレビ放送 月曜 - 金曜 11:10 - 11:25枠 | 関西テレビ放送 月曜 - 金曜 11:10 - 11:25枠 | 関西テレビ放送 月曜 - 金曜 11:10 - 11:25枠 |
| 前番組                                     | 番組名                                     | 次番組                                     |
| ------------------------------------------ | ------------------------------------------ | ------------------------------------------ |
| 満点!夢ショップ                            | 昼ショップ 買物検討使                      | ごきげんライフスタイル よ〜いドン! ※枠拡大 |